# 求那跋陀羅
求那跋陀羅（グナバドラ、ぐなばっだら、Guṇabhadra、394年 - 468年）は、中インド出身の僧侶・訳経僧。

## 生涯
バラモン階級出身で、幼時より五明に通じ、天文・書算・医学・呪術を広く学んだが、雑阿毘曇心論を読んだことにより仏法に帰依し、出家した。諸国で遊学し、スリランカ経由で元嘉12年（435年）に広州に到着。南朝宋の文帝により迎えられ建康に入る。
来朝後は、様々な大小経典を翻訳し、のちの中国仏教に多大な影響を与えた。泰始4年（468年）正月に示寂した。

## 翻訳経典
- 雑阿含経
- 勝鬘師子吼一乗大方便方広経
- 楞伽阿跋多羅宝経
- 過去現在因果経
- 衆事分阿毘曇論